# Erdhülle
Als Erdhülle werden die Lithosphäre (bestehend aus Erdkruste und oberstem Erdmantel) bis in 16 km Tiefe, die Hydrosphäre (fließende und stehende Gewässer), die Atmosphäre (Lufthülle) und die Biosphäre (Fauna und Flora) der Erde zusammengefasst.

## Zusammensetzung
Die Erdhülle ist aus mehr als 90 chemischen Elementen und/oder deren Verbindungen aufgebaut, von denen acht einen Massenanteil von jeweils mehr als 1 Prozent haben und zusammen rund 98 Massenprozent der Erdhülle ausmachen. Von diesen acht Elementen sind Sauerstoff mit 49 Prozent und Silicium mit 26 Prozent die beiden häufigsten Elemente, gefolgt von Aluminium (7,6 %), Eisen (4,7 %), Calcium (3,4 %), Natrium (2,6 %), Kalium (2,4 %) und Magnesium (1,9 %).
Zu den seltensten Elementen auf der Erde gehören neben den sehr seltenen Zwischenprodukten radioaktiver Zerfallsreihen wie zum Beispiel Astat (3e-21 ppmw), dem seltensten Element in der Erdhülle, die Edelgase Xenon (9e-6 ppmw) und Krypton (1.9e-5 ppmw) sowie Rhodium (0,001 ppmw), das seltenste nicht-radioaktive Metall der Erdhülle.

### Veränderung auf geologischen Zeitskalen

#### Radioaktivität
Elemente aus den Zerfallsreihen der langlebigen natürlichen Radionuklide 238U, 232Th und 235U sind in niedrigen aber (näherungsweise) konstanten Konzentrationen vorhanden. Zum Beispiel enthalten Uranerze etwas mehr als 300 Milligramm Radium pro Tonne Uran. Die gleiche Menge die durch Zerfall der schwereren Elemente der Kette „produziert“ wird, zerfällt auch wieder. Allerdings verringert sich auf geologischen Zeitskalen die Menge verfügbaren Urans bzw. Thoriums. Bei Entstehung der Erde war in Vergleich zu heute doppelt so viel 238U und beinahe zehnmal so viel 235U vorhanden. Der Endpunkt dieser Zerfallsreihen sind verschiedene Bleiisotope, so dass auf geologischen Zeitskalen der Bleianteil entsprechend ansteigt. Da das langlebigste bekannte Protactinium-Isotop 231Pa ausschließlich als Zerfallsprodukt von 235U in Erscheinung tritt, war der Gehalt der Erdhülle an Protactinium, der sich zu jenem von Uran-235 in etwa im Verhältnis 1:21800 befindet, in der geologischen Vergangenheit entsprechend höher. Argon – heute mit über 1 % der Atmosphäre noch vor CO2 das dritthäufigste Gas in trockener Luft – ist im Universum hauptsächlich als 36Ar vorhanden. Auf Erden ist jedoch der bei weitem größte Teil des vorhandenen Argon 40Ar. Dieses entsteht bei etwas mehr als 10 % der Zerfälle des langlebigen Kalium-Isotops 40K, welches heute noch rund 120 ppm des irdischen Kaliums ausmacht, vor viereinhalb Milliarden Jahren aber wohl eine Größenordnung häufiger war. Das häufigere Zerfallsprodukt 40Ca hat hingegen deutlich weniger Einfluss, da Calcium ohnehin ein in der Erdhülle häufiges Element ist.
Da das Hauptprodukt von radioaktiven Zerfall schwerer Elemente neben dem Tochternuklid zumeist ein Alphateilchen ist, wird Helium auf der Erde beständig neu gebildet. Allerdings entweicht Helium aus der Hochatmosphäre in den interplanetaren Raum, da die Gravitation der Erde nicht ausreicht, es dauerhaft festzuhalten. Insgesamt ergibt sich hierbei ein dynamisches Gleichgewicht, welches jedoch vom Menschen gestört wird, da durch den Abbau von diversen Rohstoffen die Menge an in Gestein „gefangenem“ Helium, welche ausgast erhöht wird. Darüber hinaus wird bei der Gewinnung von Erdgas auch teilweise das sich in den Reservoirs ansammelnde Helium kommerziell genutzt.

#### Interaktion zwischen kosmischer Strahlung / Sonnenwind und Erdatmosphäre
Auch durch die Interaktion von Sonnenwind bzw. kosmischer Strahlung und der Atmosphäre verändert sich die Zusammensetzung der Erdhülle. Die bekannteste dieser Reaktionen dürfte – aufgrund ihrer Bedeutung für die Radiokarbondatierung – die Reaktion 14N(n,p)14C sein. Da jedoch „in Summe“ das Produkt des Betazerfalls von 14C wieder 14N ist, findet hierbei keine dauerhafte Veränderung der elementaren Zusammensetzung der Erdhülle statt. Anders verhält es sich mit Spallationsreaktionen, die zum Beispiel aus 14N oder 16O neben Alphateilchen, Protonen, Neutronen o. ä. auch 10Be erzeugen. 10Be wiederum ist langlebig aber instabil und zerfällt im Verlaufe der Jahrmillionen zu 10B, welches stabil ist. Dadurch nimmt auf lange Zeitskalen betrachtet der Anteil an Bor leicht zu, da es keine irdischen Prozesse gibt, die Bor in größeren Mengen zerstören als es durch die oben beschriebene Reaktion erzeugt wird.
| Isotop       | Form der Entstehung                | Halbwertszeit    | Zerfallsprodukt |
| ------------ | ---------------------------------- | ---------------- | --------------- |
| 3H (Tritium) | 14N(n,T)12C                        | 12,3 Jahre       | 3He             |
| 7Be          | Spallation (N und O)               | 53,2 Tage        | 7Li             |
| 10Be         | Spallation (N und O)               | 1.387.000 Jahre  | 10B             |
| 12B          | Spallation (N und O)               | 20 Millisekunden | 12C             |
| 11C          | Spallation (N und O)               | 20,3 Minuten     | 11B             |
| 14C          | 14N(n,p)14C und 208Pb(α,14C)198Pt  | 5.730 Jahre      | 14N             |
| 18F          | 18O(p,n)18F und Spallation (Ar)    | 110 Minuten      | 18O             |
| 22Na         | Spallation (Ar)                    | 2,6 Jahre        | 22Ne            |
| 24Na         | Spallation (Ar)                    | 15 Stunden       | 24Mg            |
| 27Mg         | Spallation (Ar)                    | 9,4 Minuten      | 27Al            |
| 28Mg         | Spallation (Ar)                    | 20,9 Stunden     | 28Al*           |
| 28Al         | Zerfall von 28Mg                   | 2,2 Minuten      | 28Si            |
| 26Al         | Spallation (Ar)                    | 717.000 Jahre    | 26Mg            |
| 31Si         | Spallation (Ar)                    | 157 Minuten      | 31P             |
| 32Si         | Spallation (Ar)                    | 153 Jahre        | 32P*            |
| 32P          | Spallation (Ar)                    | 14,3 Tage        | 32S             |
| 34mCl        | Spallation (Ar)                    | 34 Minuten       | 34S             |
| 35S          | Spallation (Ar)                    | 87,5 Tage        | 35Cl            |
| 36Cl         | 35Cl (n,γ)36Cl und Spallation (Ar) | 301.000 Jahre    | 36Ar            |
| 37Ar         | 37Cl (p,n)37Ar                     | 35 Tage          | 37Cl            |
| 38Cl         | Spallation (Ar)                    | 37 Minuten       | 38Ar            |
| 39Ar         | 40Ar (n,2n)39Ar                    | 269 Jahre        | 39K             |
| 39Cl         | 40Ar (n,np)39Cl                    | 56 Minuten       | 39Ar*           |
| 41Ar         | 40Ar (n,γ)41Ar                     | 110 Minuten      | 41K             |
| 81Kr         | 80Kr (n,γ) 81Kr                    | 229.000 Jahre    | 81Br            |
| 99Tc         | Spallation (Xe)                    | 211.100 Jahre    | 99Ru            |
| 107Pd        | Spallation (Xe)                    | 6.500.000 Jahre  | 107Ag           |
| 129I         | Spallation (Xe)                    | 15.700.000 Jahre | 129Xe           |

Mit * markierte Zerfallsprodukte sind selbst radioaktiv. Ihre Zerfallsmodalitäten werden in der Zeile unmittelbar darüber oder darunter angegeben.

### Radioaktive Spurenelemente
Technetium und Promethium sind radioaktive Elemente, die nur in geringen Mengen vorhanden sind, da sie nicht durch Alpha- oder Betazerfall aus sehr langlebigen Radionukliden (wie Uran oder Thorium) entstehen, sondern nur durch extrem seltene Spontanspaltung oder Neutroneneinfang (z. B. in 98Mo zur Erzeugung von 99Tc). In früheren Phasen der Erdgeschichte wurden im Naturreaktor Oklo nennenswerte Mengen 99Tc erzeugt, diese sind jedoch seither allesamt zerfallen. Am Verhältnis des Zerfallsproduktes 99Ru zu anderen Ruthenium-Isotopen lassen sich Details über die Vorgänge vor beinahe zwei Milliarden Jahren in Oklo ergründen.
Neptunium und Plutonium galten bei ihrer Entdeckung als „künstliche“ Elemente, jedoch gibt es verschiedentlich Berichte über primordiales („noch von der Entstehung der Erde übrig gebliebenes“) 244Pu. Da dieses Isotop nicht in nennenswertem Ausmaß durch Neutroneneinfang in Uran entsteht, wäre der gesicherte Nachweis dieses Isotops ein Beweis dafür, dass Plutonium der Erde entweder von außen zugeführt wird (z. B. über Asteroiden) oder nach mehr als 50 Halbwertszeiten immer noch ein – wenn auch enorm kleiner – „Rest“ übrig ist. Neptunium entsteht in geringem Ausmaß durch (n,2n) Reaktionen gefolgt von Betazerfall in 238U sowie durch zwei aufeinander folgende Neutroneneinfänge (wieder gefolgt von Betazerfall des kurzlebigen 237U) in 235U. Beide Vorgänge finden zweifelsohne in Uranerzen statt, da die Spontanspaltung von Uran Neutronen freisetzt, jedoch ist die produzierte Menge Neptunium verschwindend gering. Auf ähnlichem Wege wird auch 239Pu aus Uran „erbrütet“.
Da Neutronenflussdichten wie vor beinahe zwei Milliarden Jahren in Oklo auf der Erde erst wieder im 20. Jahrhundert (durch menschliches Handeln) erreicht wurden, dürfte die Menge von Elementen mit Kernladungszahl größer 94, die auf natürliche Weise auf der Erde entstehen, enorm gering sein. Zur Entstehung von Americium-241 bedarf es zum Beispiel dreier aufeinander folgender Neutroneneinfänge in Uran-238, ohne dass die spaltbaren Nuklide 239Pu und 241Pu gespalten werden, bevor 241Pu mit einer Halbwertszeit von ~14 Jahren zum verhältnismäßig langlebigen (Halbwertszeit ~432 Jahre) Americium-241 zerfallen kann. Die durch unsachgemäße Entsorgung Americium-haltiger Rauchmelder in die Umwelt gelangten Mengen an Americium dürften alles überschreiten, was an Americium seit Ende der Kernspaltung in Oklo auf Erden vorhanden war.